# Ahura
Ahura (per esteso Ahura Boltagon), è un personaggio dei fumetti della Marvel Comics, creata da Ann Nocenti e Brett Blevins. La sua prima apparizione avviene in The Inhumans n. 1.
È figlio del re degli inumani Freccia Nera e della regina Medusa.

## Biografia del personaggio
Nato senza il permesso del Concilio Genetico di Attilan, divenne presto chiaro che aveva ereditato la voce devastante del padre; tuttavia, questo potere si modificò in un "occhio del male" (evil eye in originale) che causa la morte.
Ahura fu colpito dalla pazzia proprio come suo zio Maximus il Folle e per questo rinchiuso con grande dispiacere della regina Medusa. Sua cugina Luna Maximoff, grazie ai suoi poteri empatici e mentali, ha reso mentalmente stabile Ahura, permettendogli di tenere sotto controllo il suo devastante potere.
Durante l'invasione Skrull, Ahura è stato catturato insieme a suo padre dagli Skrull e tenuto prigioniero sulla loro astronave ammiraglia ma i due sono stati salvati dal resto della Famiglia Reale.
Ahura più tardi è entrato a far parte della Fondazione Future dopo che sua madre Medusa si era unita alla formazione dei Fantastici Quattro guidata da Ant-Man.
Per salvarlo dalla fine dell'Universo Marvel, Freccia Nera ha affidato Ahura a Kang il Conquistatore, il quale ne ha fatto il suo pupillo, utilizzando le sue abilità per tentare di distruggere la genealogia Inumana. Successivamente, Freccia Nera e Medusa hanno liberato Ahura dalle grinfie di Kang. Il ragazzo, grazie ai poteri sviluppati con la Terrigenesi, è riuscito a manipolare il consiglio di amministrazione della Ennilux Corporation, diventandone il nuovo amministratore delegato.

## Poteri ed abilità
Anche prima di essere sottoposto alla Terrigenesi, Ahura possedeva dei poteri parzialmente inattivi.
Inizialmente, Ahura possedeva un grido ipersonico simile a quello di Freccia Nera. In seguito non ha più dimostrato questa capacità ma è comunque ancora immune ai poteri sonici di suo padre.
Più tardi, il potere di Ahura si è evoluto in un "occhio del male" psionico, in grado di uccidere immediatamente qualsiasi creatura sulla quale si posi.
Ahura si è anche dimostrato in grado di controllare i pensieri e le azioni altrui.
A seguito della Terrigenesi, Ahura ha sviluppato la capacità di creare dei "fantasmi" psichici (è in grado di crearne fino a quattro contemporaneamente anche se una sua versione futura è stata in grado di creare un intero esercito). Le proiezioni psichiche di Ahura possono utilizzare armi psioniche, generate da loro stesse, che possono danneggiare un bersaglio fisico.
Essi, inoltre, possono fondersi e possedere la mente delle persone, permettendo ad Ahura di controllarne il corpo. Tuttavia, questo collegamento funziona in entrambi i sensi e se la vittima è seriamente ferita, Ahura subisce lo stesso danno.